# Brinckheim
 Brinckheim  là một xã thuộc tỉnh Haut-Rhin trong vùng Grand Est, đồng bắc Pháp. Xã này có diện tích 3,41 km², dân số năm 1999 là 350 người. Khu vực này có độ cao trung bình 287 mét trên mực nước biển.